# Purpurbrauner Leder-Täubling
Der Purpurbraune Leder-Täubling oder Weinbraune Täubling (Russula vinosobrunnea) ist ein Pilz aus der Familie der Täublingsverwandten. Der sehr seltene, violettbraune Täubling ist sowohl mit dem Rotstieligen- als auch mit dem Glänzenden Leder-Täubling nahe verwandt und ist das Bindeglied zwischen den beiden Arten.

## Merkmale

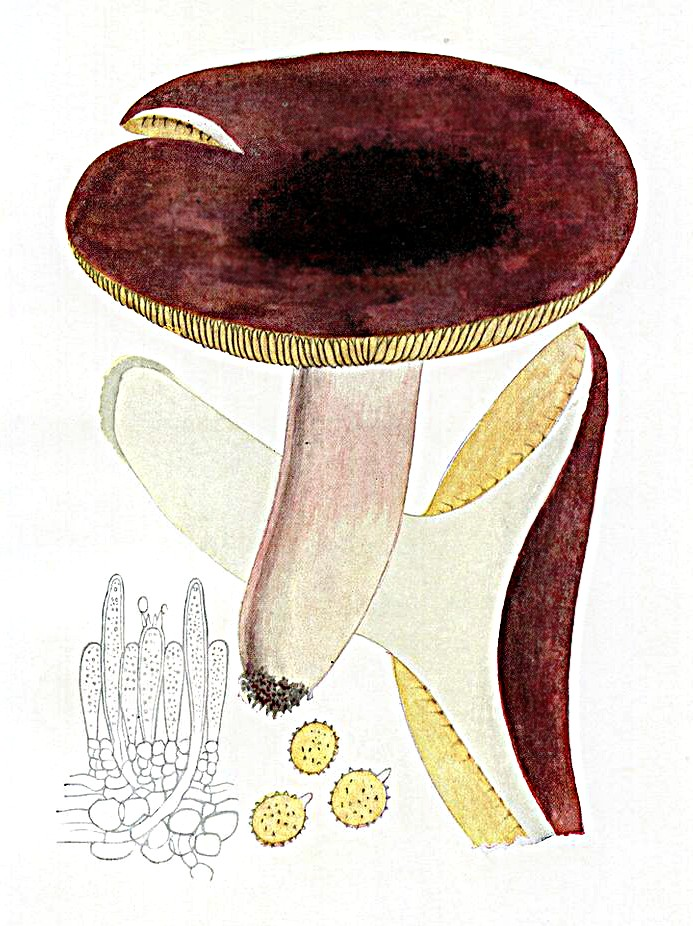
Purpurbrauner Leder-Täubling, Zeichnung aus Giacomo Bresadolas Iconographia mycologica

### Makroskopische Merkmale
Der Hut ist nur von durchschnittlicher Größe und etwa 5–13 cm breit. Er ist lange Zeit konvex, fest und recht fleischig. Die Hutfarbe kann stark variieren, meist ist der Hut purpurbraun gefärbt. Das Spektrum reicht aber von rotbraun bis braun-orange oder bronzefarben. Der Hut kann aber auch olivfarben und manchmal sogar bräunlich-fleischfarben wie der Fleischrote Speisetäubling gefärbt sein. Die Mitte ist oft dunkler getönt, als der bisweilen cremefarbene bis weinrötliche, stumpfe Rand. Die Huthaut kann bei feuchter Witterung sehr glänzend sein, nach dem Abtrocknen ist sie aber eher matt. Sie ist nur wenig abziehbar.
Die recht breiten, bauchigen und stumpfen Lamellen sind am Stiel angewachsen. Sie sind recht dicht stehend und stark queradrig verbunden. Sie sind bei Reife lebhaft ockergelb gefärbt. Manchmal sind die Schneiden in Randnähe violett überlaufen. Das Sporenpulver ist mehr oder weniger dottergelb (IVb-IVc nach Romagnesi).
Der Stiel ist fest, (4) 5–7 (9) cm lang und 1–2,5 (3,5) cm breit. Er ist meist zylindrisch geformt und überwiegend weiß. Hier und da kann er ein wenig rosascheckig sein, doch unterhalb der Lamellen ist er in der Regel weiß. Im Alter gilbt der Stiel nur leicht, wird allerdings mehr oder weniger rau-runzelig.
Das weiße, feste Fleisch hat einen schwachen, aber angenehmen Geruch und einen milden, haselnussartigen Geschmack. Unter der Huthaut ist es violett gefärbt, aber auf der Oberfläche mehr oder weniger zitronengelb. Mit Eisensulfat reagiert das Fleisch schnell und intensiv und verfärbt sich dabei orange-rot. Phenol verfärbt es violett, die Farbe ist aber weniger intensiv als beim Rotstieligen Ledertäubling. Mit Guajak reagiert es nur langsam und schwach, dafür verfärbt sich das Fleisch mit 10%igem Formalin deutlich rot.

### Mikroskopische Merkmale
Die eiförmigen Sporen sind (7) 8–10 µm lang und 6–8 (9) µm breit und mit kurzen, dornigen, bis gratigen oder stellenweise gedoppelten Warzen verziert. Das Ornament kann bis 1,5 μm hoch werden. Die Warzen sind teilweise unregelmäßig, aber nur selten netzig verbunden. Die Zystiden sind wie beim Rotstieligen Leder-Täubling bis zu 100 µm lang und etwa 12 (15 µm breit. Die Hyphen-Endzellen der Huthaut sind 2–3 µm breit. Manchmal sind die Hyphen auch bauchig und 6–8 (10) µm breit oder sie sind gewunden, zusammengezogen und manchmal auch mehr oder weniger länglich. Unter dem Mikroskop sind sie fast ebenso stark lichtbrechend wie Primordialhyphen, aber mit den üblichen Reagenzien nicht anfärbbar.

## Artabgrenzung
Sehr ähnlich ist der Rotstielige Leder-Täubling und ganz besonders der Glänzende Ledertäubling. Viele Autoren halten den Purpurbraunen Leder-Täubling daher nur für eine Varietät des Glänzenden Ledertäublings, die Huthaut ist aber deutlich matter und die Sporen weniger stark gartig oder netzig ornamentiert.

## Ökologie und Verbreitung

Europäische Länder mit Fundnachweisen des Purpurbraunen Leder-Täublings.
Legende:
Länder mit Fundmeldungen
Länder ohne Nachweise
keine Daten
außereuropäische Länder

Der Purpurbraune Leder-Täubling ist wie alle Täublinge ein Mykorrhizapilz, der wohl meist mit Rotbuchen eine Symbiose eingeht. Eventuell kann er aber auch mit Fichten eine Partnerschaft eingehen. Man kann den wärmeliebenden Täubling in Rotbuchen- und Hainbuchen-Eichenwäldern auf meist schweren, tonigen oder stark verdichteten Böden finden.
Der Pilz kommt sowohl in Europa und als auch im westlichen Nordamerika vor. In Deutschland ist der Pilz sehr selten und wird auf der Roten Liste in der Gefährdungskategorie RL 2 geführt. Es sind nur wenige Fundstellen in Bayern und Baden-Württemberg und Rheinland-Pfalz bekannt, an seinen Fundorten kann er aber alljährlich angetroffen werden.

## Systematik

### Infragenerische Systematik
Der Purpurbraune Leder-Täubling wird von Bon in die Untersektion Olivaceinae gestellt, die unterhalb der Sektion Alutacea steht. Alle Vertreter dieser Untersektion sind verhältnismäßig groß, schmecken mild, haben gelbes Sporenpulver, gelbe bis wildlederbraune Lamellen und vielfältig gefärbte Hüte. Sehr typisch ist die purpurviolette Phenolreaktion der Fruchtkörper.

### Unterarten und Varietäten
- Russula vinosobrunnea var. paraolivacea  Macel Bon (1988)

Der Hut ist bis 15 cm breit und zunächst olivfarben gefärbt, färbt sich später aber rötlich-weinrot um. Der Stiel ist weiß, manchmal im unteren Teil rötlich oder rosa überhaucht. Mit Phenol reagiert das Fleisch johannisbeerrot. Die Guajakreaktion ist schwach positiv. Man findet die Varietät im Mittelmeerraum unter Stein- oder Flaumeichen.
- Russula vinosobrunnea var. perplexa Sarnari (2005).

## Bedeutung
Der Purpurbraune Leder-Täubling ist zwar essbar, spielt aber wegen seiner Seltenheit als Speisepilz keine Rolle. Nach dem Genuss des nah verwandten Rotstieligen Leder-Täublings trat bei einigen Pilzsammlern in Italien eine Unverträglichkeitsreaktion auf. Es empfiehlt sich daher, die Pilze gut durchzukochen, da dabei die Substanzen, die eine Unverträglichkeitsreaktion auslösen können, zerstört werden.